# Alta Ribagorça

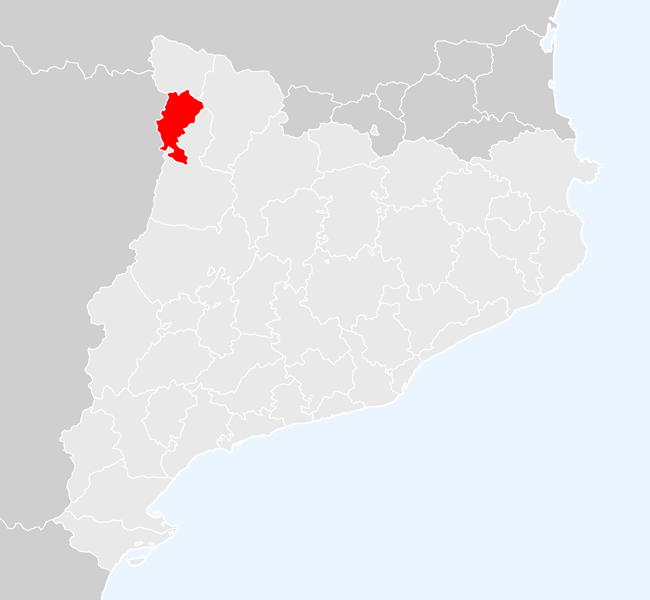
Localização do Alta Ribagorça, na Catalunha.

Alta Ribagorça é uma região (comarca) da Catalunha. Abarca uma superfície de 426,86 quilômetros quadrados e possui uma população de uns 4.123 habitantes.

## Subdivisões
A comarca do Alta Ribagorça subdivide-se nos seguintes 3 municípios:
- La Vall de Boí
- El Pont de Suert
- Vilaller